# 愛爾蘭工人黨
爱尔兰工人党（英語：Irish Workers' Party）是爱尔兰的一个已不存在的共产主义政党。1941年，爱尔兰共产党停止活动，该党的北爱尔兰分支随后成立北爱尔兰共产党。1948年11月8日，在爱尔兰共和国的原爱共党员成立爱尔兰工人联盟。1962年，该党改称爱尔兰工人党。1970年，该党与北爱尔兰共产党重新合并为爱尔兰共产党。